# キャロル交響曲
『キャロル交響曲』（A Carol Symphony）は、イギリスの作曲家ヴィクター・ヘリー＝ハッチンソンが1927年に作曲した、全編にクリスマス・キャロルを素材として用いた交響曲である。

## 初演
1929年9月26日にロンドンのクイーンズ・ホールで行われたプロムナード・コンサート（プロムス）で、作曲者の指揮により初演された。

## 構成
スケルツォを第2楽章に配置した古典的な4楽章制の交響曲である。各楽章につき1つずつのクリスマス・キャロルが素材として使われており、後半2楽章では付随的にもう1つずつのキャロルが扱われる。全曲は切れ目無く演奏される。
第1楽章 Allegro energico
「神の御子は今宵しも（Adeste Fideles）」による。
第2楽章 Scherzo: Allegro molto moderato
スケルツォ。「世の人忘るな（God Rest Ye Merry Gentlemen）」による。
第3楽章 Andante quasi lento e cantabile
「コヴェントリー・キャロル（The Coventry Carol）」による緩徐楽章。中間部では、幻想的なハープの音色に導かれて「牧人ひつじを（The First Nowell）」の旋律が現れる。
第4楽章 Allegro energico come prima
「Here We Come A-wassailing」と、第1楽章でも用いられた「神の御子は今宵しも」が対位法的に組み合わされる。

## その他
ジョン・メイスフィールドの児童文学『喜びの箱』（The Box of Delights）が1984年にBBCで映像化された際、テーマ曲として第3楽章の「牧人ひつじを」の部分が使われ、その幻想的な映像と相まって強い印象を与えるものとなっている。

## 録音
- バリー・ローズ指揮 プロアルテ管弦楽団（録音：1966年、EMI）
- ギャヴィン・サザーランド指揮 プラハ市フィルハーモニー管弦楽団（録音：2002年、NAXOS）